# (36884) 2000 SN158
2000 SN158 (asteroide 36884) é um asteroide da cintura principal. Possui uma excentricidade de 0.02008060 e uma inclinação de 3.23371º.
Este asteroide foi descoberto no dia 27 de setembro de 2000 por LINEAR em Socorro.